# Elizabeth: l'edat d'or
Elizabeth: l'edat d'or (títol original en anglès Elizabeth: The Golden Age) és una pel·lícula històrica del 2007, guanyadora d'un Oscar i seqüela del film Elisabet. És protagonitzada per Cate Blanchett i basada en els esdeveniments que van tenir lloc durant el regnat d'Elisabet I d'Anglaterra. Està escrita per William Nicholson i Michael Hirst, produïda per Working Title Films i dirigida per Shekhar Kapur. La música va ser composta per Craig Armstrong i A. R. Rahman.
Va ser filmada als Shepperton Studios i a diverses localitzacions del Regne Unit amb un cost estimat de producció de 50 a 60 milions de dòlars.
La seva estrena mundial es va realitzar el 9 de setembre de 2007 al Festival Internacional de Cinema de Toronto.

## Argument
La pel·lícula comença l'any 1585: Espanya, governada per Felip II, és en aquests moments la nació més poderosa d'Europa. Les seves relacions amb l'Anglaterra protestant d'Elisabet I són tenses i, encara més, quan es descobreix que diversos dels vaixells espanyols són atacats per pirates anglesos.
Mentrestant, a la cort britànica, la reina Elisabet (Cate Blanchett) és pressionada pel seu conseller Francis Walsingham (Geoffrey Rush) perquè contragui matrimoni i tingui descendència. El temps passa (Elisabet I va néixer el 1533) i, sense hereus, al tron la succeirà la seva cosina Maria Estuard (Samantha Morton), defensora de la causa catòlica. D'aquesta manera, a la reina li són presentats retrats dels diferents prínceps i monarques d'Europa disposats a casar-se amb ella. Aquests inclouen a Ivan el Terrible, Erik de Suècia, Carles II d'Estiria, Arxiduc d'Àustria, i un príncep francès. Com ja és habitual, Elisabet es nega a contraure matrimoni amb qualsevol d'ells i declara no voler compartir el seu poder amb un consort.
En aquest context, Walter Raleigh (Clive Owen) apareix a la cort elisabetiana, havent tornat del Nou Món, per presentar els seus respectes a la reina i oferir-li algunes de les riqueses que ha portat amb ell com: la patata, el tabac i dos indígenes d'Amèrica. Raleigh també li ofereix monedes d'or que ha obtingut dels vaixells espanyols que, segons exposa irònicament, no van poder continuar el seu viatge. Davant d'aquesta situació, els ambaixadors espanyols presents a la cort anglesa protesten per la seva pèrdua i exigeixen a la reina que no accepti pirates com Raleigh a palau. Així, Elisabet accepta els productes americans i ordena que es tracti als indígenes amb tots els honors, però rebutja l'or espanyol. De fet, Elisabet se sent atreta per l'audàcia de Raleigh. Li agraden les seves històries d'aventures per la mar i li demana a la seva donzella preferida, Elizabeth Throckmorton (Abbie Cornish) (anomenada Bess), que el vigili. Tanmateix, Bess també troba a Raleigh un home interessant i, en secret, comença una aventura amb l'explorador.
Al mateix temps, un grup jesuita de Londres conspira amb Felip II per assassinar Elisabet i emplaçar-la al tron per Maria d'Escòcia. Walsingham avisa a la reina de la creixent influència d'Espanya al seu territori i de les conspiracions catòliques contra la seva vida. De fet, Walsingham descobreix pel seu germà, que és papista, l'existència d'un complot contra Elisabet. Amb la intercepció de diverses cartes, la xarxa d'espionatge de la cort s'adona, a més, de la complicitat de Maria Estuard amb la cort espanyola per a la caiguda d'Elisabet. Davant d'aquesta situació, i malgrat la seva creença en la llibertat de culte, Elisabet ordena la detenció i execució de tots els conspiradors entre els quals hi ha la seva cosina, Maria, qui mantenia correspondència secreta amb els jesuïtes des del castell on estava reclosa, a Northamptonshire. També el cosí de Bess es troba entre els condemnats, fet que fa que la relació entre Raleigh i Bess s'enforteixi encara més. Finalment, la reina també s'enfronta als diplomàtics espanyols als quals demana explicacions de la conspiració i els quals responen aparentant completa ignorància i acusant Elisabet d'acceptar l'or que els pirates anglesos roben als espanyols. Al final, Elisabet I acaba fent fora els representants espanyols de la Cort.
L'execució de Maria d'Escòcia a la foguera per alta traïció, tanmateix, resulta ser part del pla dels catòlics. Massa tard, Walsingham s'adona que Felip II mai no havia volgut donar el tron anglès a una reina francesa, ja que Maria era, en realitat, més francesa que escocesa i França era, en aquells moments, el principal rival d'Espanya. Ans al contrari, Felip pretenia utilitzar la mort de Maria com a excusa per aconseguir l'aprovació papal per anar a la guerra contra Anglaterra i guanyar la corona anglesa per la seva jove filla Isabel. Així comença a Espanya la construcció de l'Armada Invencible per a la qual Felip II ha de tallar nombrosos arbres dels boscos espanyols. Al mateix temps, a Anglaterra, Elisabet prepara els seus homes per una invasió imminent. Demana a Raleigh que no s'embarqui cap al Nou Món i l'ajudi a combatre nomenant-lo Cap de la Guardia Reial.

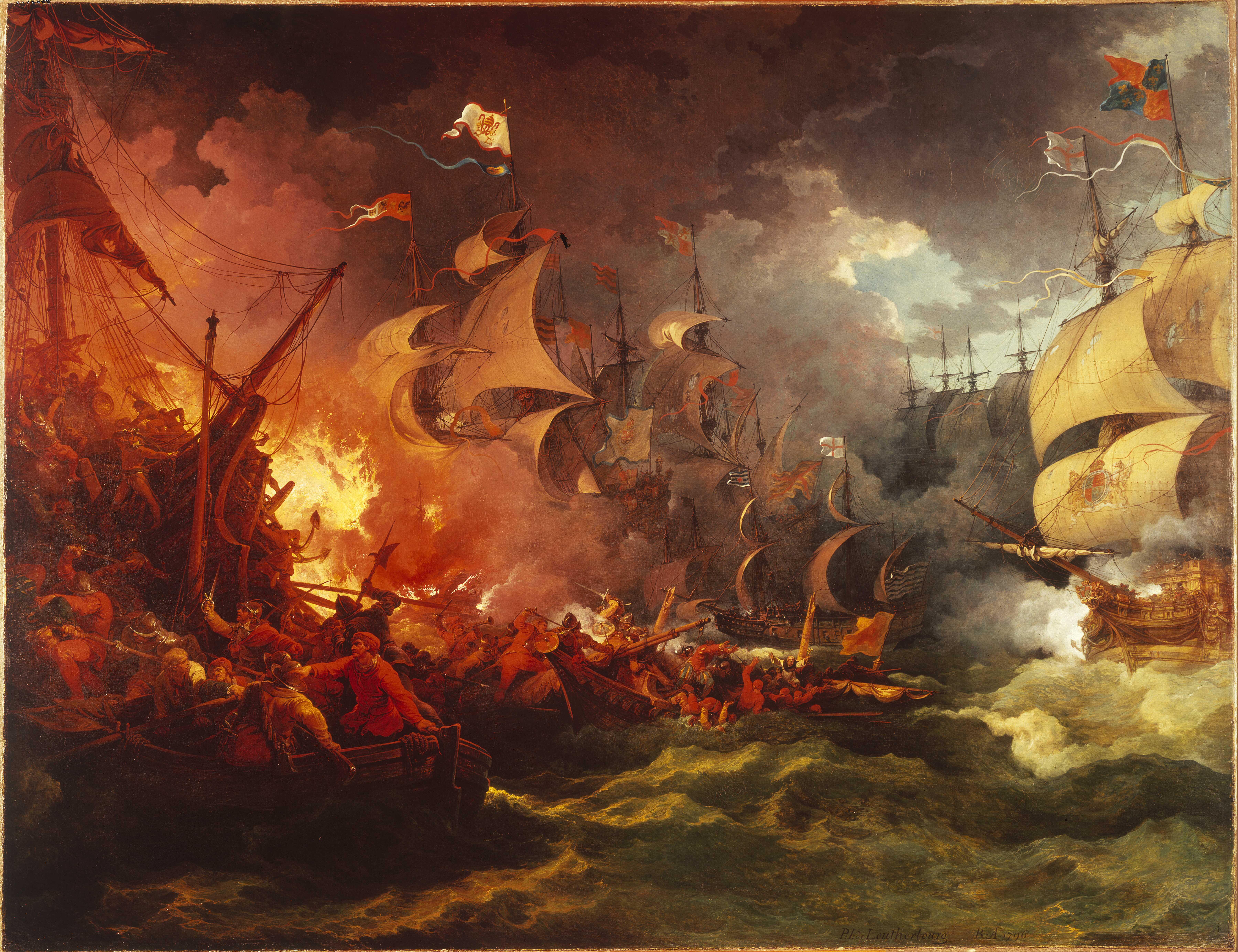
Derrota de l'Armada Invencible.

En aquest context, Bess Throckmorton descobreix que està embarassada de Raleigh. Després de fer-li saber la bona nova, la parella decideix casar-se en secret per tal de no fer sospitar a la reina. Tanmateix, Elisabet I acaba sabent la notícia i, enrabiada, s'enfronta als dos recordant-los que no podien casar-se sense el consentiment reial. Sentint-se traïda, Elisabet desterra a Bess de la Cort i engarjola a Raleigh per haver seduït una de les seves dames. De fet, tal com es mostra a la pel·lícula, Elisabet I estava enamorada de Raleigh i des que havia acabat la seva jove relació amb Robert Dudley s'havia pràcticament negat als homes. A més, se sentia gelosa de la donzella, doncs en Bess hi veia una dona que podia fer allò que a ella no li estava permès. Malgrat tot, aviat s'adona del seu error i es reconcilia amb els dos.
Mentrestant, l'Armada espanyola s'acosta a Anglaterra pel Canal de la Mànega. Elisabet organitza les seves tropes i Raleigh s'uneix a Sir Francis Drake per defensar l'illa. La flota espanyola supera en nombre a la flota anglesa. Això no obstant, en l'últim moment, bufa una forta tempesta al Canal que deixa delmada l'Armada. A aquests fets s'hi afegeix la resistència britànica, capaç de disparar canons contra els vaixells espanyols i calar-hi foc utilitzant els seus propis vaixells com a projectils incendiaris. Elisabet, doncs, aconsegueix arruïnar el pla de Felip II i mantenir-se al tron mentre contempla, des dels penya-segats de la costa anglesa, la flota espanyola en flames. Felip, per la seva part, va viure un dels episodis més humiliants de la història bèl·lica d'Espanya. Això no obstant, cal remarcar que el fracàs de la invasió d'Anglaterra es va deure més a la gran tempesta que va destruir la meitat de la flota espanyola que a una gran victòria anglesa com pretén mostrar la pel·lícula de forma desmesurada.
La cinta acaba amb la visita de la reina a Raleigh i Bess a casa seva i la benedicció que dona al seu primogènit. En aquest punt i amb el nen en braços, Elisabet I somriu i es «resigna» al seu paper de Reina Verge i Mare de tots els anglesos.

## Repartiment
| Intèrpret       | Personatge              | Veu en català   |
| --------------- | ----------------------- | --------------- |
| Cate Blanchett  | Elisabet I d'Anglaterra | Alba Solà       |
| Geoffrey Rush   | Sir Francis Walsingham  | Domènech Farell |
| Abbie Cornish   | Bess Throckmorton       | Isabel Valls    |
| Clive Owen      | Walter Raleigh          | Jordi Brau      |
| Jordi Mollà     | Felip II d'Espanya      | José Posada     |
| Samantha Morton | Maria Estuard           | Joël Mulachs    |
| Adam Godley     | William Walsingham      | Carles Di Blasi |

## Premis[3]
Oscar
- Guanyadora per:
  - Millor vestuari per Alexandra Byrne
- Nominada per:
  - Millor actriu per Cate Blanchett

Globus d'Or
- Nominada per: 
  - Millor actriu dramàtica per Cate Blanchett

Premis BAFTA
- Nominada per: 
  - Millor actriu per Cate Blanchett
  - Millor maquillatge i perruqueria
  - Millor vestuari per Alexandra Byrne
  - Millor disseny de producció per Guy Dyas i Richard Roberts